# Lene Jensen
Lene Revsbeck Jensen (* 17. März 1976) ist eine dänische Fußballspielerin. Die Stürmerin steht bei Brøndby IF unter Vertrag und spielt für die dänische Nationalmannschaft.
Jensen spielte bis 2002 für den Verein HEI Århus, mit dem sie 1997 und 1998 dänische Meisterin wurde. Danach wechselte sie zu IK Skovbakken, bevor sie 2005 zu Brøndby IF wechselte. Mit Brøndby gewann sie drei Mal in Folge die Meisterschaft und 2009 den Pokal.
Am 7. September 1996 debütierte sie in einem Spiel gegen Portugal in der Nationalmannschaft. Jensen nahm an der Weltmeisterschaft 1999 sowie an den Europameisterschaften 2001 und 2005 teil. In 104 Länderspielen erzielte sie 26 Tore.